# Nomen nudum
Nomen nudum (łac. „naga nazwa”) – termin stosowany w nomenklaturze botanicznej i zoologicznej w odniesieniu do nazwy naukowej taksonu, wyglądającej jak nazwa naukowa, ale niespełniającej wymogów nomenklatorycznych (określonych w kodeksie nomenklatury botanicznej lub zoologicznej) z powodu braku wymaganego opisu lub diagnozy taksonomicznej.
Przykład zapisu:
- Carex bebbii Olney, nomen nudum (lub nom. nud.).